# Ngawang Chödrag
Ngawang Chödrag  (1501 - ca. 1551/1552) was een Tibetaans geestelijke.
Hij was de negentiende Ganden tripa van 1548 tot 1552 en daarmee de hoofdabt van het klooster Ganden en hoogste geestelijke van de gelugtraditie in het Tibetaans boeddhisme.

## Korte biografie
Op zijn 9e werd hij novice-monnik en op zijn 19e ontving hij de volledige monnikswijding, wat vroeger dan gebruikelijk was in de Tibetaanse traditie. Hij bestudeerde de traditioneel belangrijke teksten van zowel soetra als tantra en was leermeester in het Gyuto college. Daarna bracht hij 12 jaar door in Kham en Amdo. Hij zou ook 12 jaar abt zijn geweest van het Shartse college aan de Ganden-kloosteruniversiteit.
In 1548 werd Ngawang Chödrag gekozen tot 19e Ganden tripa. Hij bekleedde deze post vier jaar, doceerde soetra en tantra en gaf leiding aan het klooster. Hij overleed in 1551 op 51-jarige leeftijd.